# Isoetes habbemensis
Isoetes habbemensis är en kärlväxtart som beskrevs av Arthur Hugh Garfit Alston. Isoetes habbemensis ingår i släktet braxengräs, och familjen Isoetaceae. Inga underarter finns listade i Catalogue of Life.